# Municipium
Municipium (meervoud municipia) was de Latijnse technische en juridische term voor een bepaald politiek statuut van een stad in het Romeinse Rijk.

## Bestuursrecht
De term werd gebruikt voor een stad die bij het Rijk was ingelijfd. De burgers van een municipium bezaten het (beperkte) Romeinse burgerrecht, maar behielden tegelijk hun zelfstandig bestuur, uitgezonderd rechtspraak en buitenlandse politiek.
De burgers van een municipium deelden in alle lasten van de "echte" Romeinen ("eadem munia capiunt" = "ze dragen dezelfde lasten", vandaar het woord muni-cipium), vooral dienst- en belastingplicht, en hadden het recht om handel te drijven (ius commercii) en om een wettig huwelijk af te sluiten (ius conubii), of een van beide, maar misten het actieve (ius honorum) en passieve stemrecht (ius suffragii).
Sinds de oorlog tegen Pyrrhus verleenden de Romeinen de titel municipium niet meer aan Italische steden maar voltooiden zij de verovering van Italië door het stichten van coloniae. Ingevolge de Lex Iulia van 90 v.Chr. werden alle autonome steden van Italië municipia.

## In Nederland
In het huidige Nederland waren destijds twee municipia:
1. Forum Hadriani. De officiële naam was "Municipium Aelium Cananefatium". Dit was de hoofdstad van de Cananefaten op de plaats waar nu Voorburg ligt.
2. Ulpia Noviomagus Batavorum. De hoofdstad van de Bataven bij het Romeinse legerkamp in Nijmegen.

## In België
In het huidige België was er destijds één municipium:
- Municipium Tungrorum (Tongeren; zie R. Nouwen, Het Municipium Tungrorum en de cohors II Tungrorum milliaria equitata c.L., in Limburg - Het Oude Land van Loon 76 (1997), pp. 299–348; Ibid., Atuatuca Tungrorum. The First Known Municipium of Gallia Belgica?, in ZPE 115 (1997), pp. 278–280.

## Verder lezen
- F.F. Abbott - A.C. Johnson, Municipal Administration In The Roman Empire, Princeton, 1926.